# Бургас
Бурґа́с (болг. Бургас) — найбільше місто в Південно-Східній Болгарії, друге за розміром на Чорноморському узбережжі Болгарії, а за своєю площею у 253,644 км² воно є одним з найбільших у країні. Розташоване на сході країни, на березі Бургаської затоки Чорного моря на висоті 19 метрів над рівнем моря, другий за розміром морський порт країни, міжнародний аеропорт. Населення 208 811 осіб (2010). Засновано частково на місці античного міста Акви Каліди.

## Географія
Місто оточене озерами Бургас, Мандра, Атанасовське на заході, півночі та півдні, а на сході омивається Чорним морем. Між озерами Бургас і Мандра на висоті 209 м піднімається пік Малка-Біч. Це також найвища точка в Бургасі.
У Бургасі є дві піщані коси: коса Кумлука — довжиною близько 3 км і шириною близько 1 км розташована між озером Бургас і Чорним морем; і Атанасовська коса довжиною близько 1 км, розташована між Атанасовським озером і Чорним морем. У водах Бургаської затоки розташований чорноморський острів Святої Анастасії, який також є частиною міста. Острів з вулканічних порід віддалений на 6,5 км від берега. Найвища точка острова — 12 метрів, а площа складає 0,022 км².
| Клімат (1961-2013)                         | Клімат (1961-2013) | Клімат (1961-2013) | Клімат (1961-2013) | Клімат (1961-2013) | Клімат (1961-2013) | Клімат (1961-2013) | Клімат (1961-2013) | Клімат (1961-2013) | Клімат (1961-2013) | Клімат (1961-2013) | Клімат (1961-2013) | Клімат (1961-2013) | Клімат (1961-2013) |
| Показник                                   | Січ.               | Лют.               | Бер.               | Квіт.              | Трав.              | Черв.              | Лип.               | Серп.              | Вер.               | Жовт.              | Лист.              | Груд.              | Рік                |
| Середній максимум, °C                      | 6,4                | 8,1                | 11,3               | 16,0               | 21,2               | 25,8               | 28,4               | 28,2               | 24,4               | 19,1               | 12,9               | 8,3                | 17,6               |
| Середня температура, °C                    | 2,1                | 3,2                | 6,1                | 10,5               | 15,6               | 20,2               | 22,7               | 22,4               | 18,6               | 13,6               | 8,2                | 4,1                | 12,3               |
| Середній мінімум, °C                       | −1,4               | −0,7               | 1,9                | 6,1                | 10,7               | 15,1               | 17,4               | 17,2               | 13,5               | 9,1                | 4,4                | 0,6                | 7,9                |
| Середня кількість сонячних годин на місяць | 76                 | 90                 | 127                | 177                | 248                | 272                | 329                | 303                | 244                | 165                | 98                 | 63                 | 2192               |
| Норма опадів, мм                           | 44.3               | 37                 | 48.2               | 69.9               | 50                 | 62.1               | 47.7               | 28.5               | 45.5               | 52.3               | 68                 | 45.1               | 599                |
| Днів з опадами                             | 8,1                | 7,5                | 8,1                | 9,7                | 9,2                | 9,1                | 6,1                | 4,7                | 5,3                | 6,6                | 9,0                | 9,1                | 92,6               |
| Вологість повітря, %                       | 80.2               | 77.6               | 75.3               | 76.4               | 76                 | 73.4               | 70.9               | 71.4               | 72.2               | 77.1               | 79.2               | 80.6               | 75.9               |
| ------------------------------------------ | ------------------ | ------------------ | ------------------ | ------------------ | ------------------ | ------------------ | ------------------ | ------------------ | ------------------ | ------------------ | ------------------ | ------------------ | ------------------ |
| Джерело: Архів кліматичних даних           |                    |                    |                    |                    |                    |                    |                    |                    |                    |                    |                    |                    |                    |

## Історія
Хоча знайдений західніше Бургаса талант міді, датований 1500 роком до н. е. свідчить про металургійну діяльність та зв'язки з грецьким світом у глибоку давнину, саме місто було засноване набагато пізніше греками і розташоване південніше Аполлонії (тепер місто Созополь) під ім'ям Піргос (Πυργος), що в перекладі грецької мови значить «вежа».
У 1829 році, коли місто було зайняте російськими військами під час російсько-турецької війни 1828—1829 років, у місті мешкало 5000 осіб (здебільшого греків і турків). Місто мало дві мечеті, православний грецький храм, вірменський та римо-католицький храми. Торгівля була сконцентрована в руках греків.

## Економіка
Нафтохімічний комбінат. Машинобудування (в тому числі суднобудування, вагонобудування, електротехнічне), харчова, деревообробна, текстильна промисловості. Рибництво. В районі міста — курортна зона (Сонячний берег, Несебир та інші).

## Культура

### Музеї і пам'ятки
- Міський історичний музей;
- Природонауковий музей;
- Етнографічний музей;
- Морський парк;
- Церква Святих Кирила і Мефодія;
- Вірменська церква;
- Бургаські лазні;
- Руїни фортеці Піргос;
- Музей неможливого

### Свята і фестивалі
У Бургасі проводиться велика кількість свят і фестивалів. Серед них:
- П'ятиденки класичної німецької та австрійської музики — наприкінці квітня;
- Міжнародний фестиваль дитячих хорів — наприкінці травня;
- Міжнародний театральний фестиваль малих форм — «Театр у валізі» — у травні — червні;
- Тритижневий фестиваль опери і класичної музики в пам'ять диригента Еміля Чакирова — у липні;
- Міжнародний фольклорний фестиваль і Тиждень мистецтв для дітей — у серпні;
- Міжнародна поп і джаз-зустріч «Бургас і море» — у вересні;
- Міжнародний турнір з змагальних танців — у грудні.

## Відомі особистості
В поселенні народились:
- Мілен Васілев (нар. 1973) — болгарський шахіст.
- Станимир Ілчев (нар. 1953) — болгарський політик.
- Кіна Христова Кидрева (нар.. 1931) — болгарська дитяча письменниця, драматург, публіцист, редактор дитячої телепрограми «Спокійної ночі, малята!» на Болгарському державному телебаченні.
- Мілен Русков (нар. 1966) — болгарський письменник і перекладач.
- Павліна Станчева (1907—1991) — болгарська письменниця та поетеса.
- Георгі Калоянчев (1925—2012) — болгарський актор.